# 脱髄疾患
脱髄疾患（だつずいしっかん、demyelinating disease）とは神経疾患の一種で、有髄神経の髄鞘が障害されることで起こる疾患である。いったん形成された後に障害される疾患のことを言い、髄鞘形成が不完全なために起こる髄鞘形成不全疾患とは分けて考えられる。

## 概念
有髄神経の周りには髄鞘と呼ばれるものが取り巻いている。これを形成する細胞は、中枢神経では乏突起膠細胞、末梢神経ではシュワン細胞である。この髄鞘があるために有髄神経では跳躍伝導を行うことができるため、これが障害されることで神経伝導速度が遅くなり、多彩な神経症状が引き起こされる。髄鞘を形成するグリア細胞は、神経に栄養を与えたり、保護したりする役割もあるため、髄鞘が障害されると神経細胞にダメージを与えてしまう。

## 種類
大きく分けて中枢神経系と末梢神経系の疾患がある。
- 中枢神経系
  - 多発性硬化症
    - 視神経脊髄炎（Devic症候群）
    - 同心円硬化症（Balo病）

  - 急性散在性脳脊髄炎（ADEM）
  - 炎症性広汎性硬化症（Schilder病）
  - 感染性
    - 亜急性硬化性全脳炎（SSPE）
    - 進行性多巣性白質脳症（PML）

  - 中毒・代謝性
    - 低酸素脳症
    - 橋中心髄鞘崩壊症
    - ビタミンB12欠乏症

  - 血管性
    - Binswanger病
- 末梢神経系
  - ギラン・バレー症候群
  - フィッシャー症候群
  - 慢性炎症性脱髄性多発根神経炎

## 画像診断学
脱髄しているか否かは病理学的な概念であるためT2WIにて高信号を認める病変として部位別にまとめる。
大脳皮質下白質前方優位に分布するもの
神経梅毒、CADASIL（キャダシル、若年性遺伝性脳血管障害）、ピック病、筋緊張性ジストロフィー、Menkes病、アレキサンダー病などがあげられる。
大脳皮質下白質後方優位に分布するもの
ALD、PML、SSPE、MELAS、PRES、CJDなどがあげられる。
両側深部灰白質に分布するもの
Wilson病、CO中毒、メタノール中毒、低酸素脳症、日本脳炎、ヘルペス脳炎、ANEM、MELAS、ライ症候群などがあげられる。